# التحالف الديمقراطي للسلام
التحالف الديمقراطي للسلام (بالفرنسية: Alliance Démocratique pour la Paix) هو حزب سياسي في مالي بقيادة عليو بوبكر ديالو.

## التاريخ
تم تسجيل الحزب في 18 مارس 2013. دعم المرشح الفائز، إبراهيم بوبكر كيتا، في انتخابات 2013 الرئاسية،  وفاز بمقعدين في انتخابات 2013 البرلمانية.
في 11 أغسطس 2020، في أعقاب احتجاجات 2020 في مالي، أعلن الحزب انسحابه من حكومة كيتا.

## روابط خارجية
- صفحة الفيسبوك